# Touro University Berlin
Die Touro University Berlin (vormals Touro College Berlin) ist eine 2003 gegründete private, staatlich anerkannte Hochschule. Touro Berlin ist ein Campus der US-amerikanischen, nach den Rabbinern Isaac und Judah Touro benannten Touro University.

## Geschichte
Das Touro College wurde 1970 in New York City von Bernard Lander als Liberal Arts College gegründet und nach Isaac und Judah Touro benannt. Gegenwärtig unterrichten Touro College and University System über 19.000 Studierende an 35 Standorten in Kalifornien, Nevada, Montana, Illinois, New Mexico, Israel, Russland und Deutschland. Im Februar 2022 wurde durch das New York State Board of Regents der Universitätsstatus verliehen.
Touro Berlin eröffnete seinen Lehrbetrieb im Oktober 2003 mit 18 Studierenden im Studiengang International Business auf dem Campus Am Rupenhorn. Heute umfasst das Studienangebot drei Bachelor und drei Masterprogramme.

## Gebäude
Der Berliner Campus befindet sich in einer Bauhausvilla im Bezirk Charlottenburg-Wilmersdorf direkt am Wasser. Das Haupthaus, das ursprünglich der jüdischen Familie Lindemann gehörte, wurde von dem deutschen Architekten Bruno Paul entworfen. Nach der Machtergreifung der Nationalsozialisten in den 1930er Jahren wurde das Lindemann-Haus Am Rupenhorn zur offiziellen Residenz des Reichskirchenministers Hanns Kerrl. Nach Kriegsende gründete die britische Militärregierung eine Jugendleiterschule im Haus Am Rupenhorn 5, in der amerikanische und britische Pädagogen demokratische Bildungsarbeit in Nachkriegsdeutschland einführten. 1953 übernahm das Land Berlin das Hauptgebäude und richtete darin eine sozialpädagogische Bildungsstätte ein. Im Oktober 2003 entstand hier das Touro College Berlin.

## Studiengänge
Touro Berlin bietet weltweit anerkannte und voll akkreditierte amerikanische universitäre Abschlüsse (Middle States Commission on Higher Education) in kleinen Seminargruppen mit individueller Betreuung auf Englisch in folgenden Studiengängen an:
- Bachelor of Science in Business Management
- Bachelor of Science in Cybersecurity
- Bachelor of Arts in Psychology
- Master of Business Administration
- Master of Arts in General Psychology
- Master of Arts in Holocaust Studies / Tolerance Studies (einzigartig in Deutschland)

## Professoren
- Johannes Tuchel (* 1957), deutscher Historiker
- Stephan Lehnstaedt (* 1980), deutscher Historiker
- Peter Klein (* 1962), deutscher Historiker